# BABY (新しい学校のリーダーズの曲)
『BABY』（ベイビー）は、新しい学校のリーダーズのデジタル配信曲。2022年7月27日に「Seihoと新しい学校のリーダーズ」名義でリリースされた。

## 概要
Amazon Musicによる子供とファミリー向けの音楽プロジェクト「ひ～！ひ～！ふ～！」の第1弾として、Seihoと新しい学校のリーダーズがコラボレーションした楽曲。現在の所、Amazon Musicでのみ入手が可能となっている。